# Tellervo hamata
Tellervo hamata är en fjärilsart som beskrevs av Macleay 1827. Tellervo hamata ingår i släktet Tellervo och familjen praktfjärilar. Inga underarter finns listade i Catalogue of Life.